# Cavernulina darwini
Cavernulina darwini is een Pennatulaceasoort uit de familie van de Veretillidae. De wetenschappelijke naam van de soort is voor het eerst geldig gepubliceerd in 1921 door Hickson.